# Margance (gmina Trgovište)
Margance (cyr. Марганце) – wieś w Serbii, w okręgu pczyńskim, w gminie Trgovište. W 2011 roku liczyła 28 mieszkańców.